# Carl Aage Præst
Karl Aage Præst ou Carl Aage Præst selon les sources (né le 26 février 1922 à Copenhague au Danemark et mort le 19 novembre 2011 dans la même ville), est un footballeur international danois des années 1940, qui évoluait au poste d'attaquant.

## Biographie

### Club
Cet attaquant qui a débuté à ØB Copenhague a ensuite joué dans le championnat d'Italie, à la Juventus puis à la Lazio Rome.
En 1948, il est convoité par le club lombard de l'AC Milan, mais Præst décline l'offre pour rejoindre son compatriote John Hansen à la Juve (il y joue son premier match le 11 septembre 1949 au cours d'une victoire 5-2 sur la Fiorentina en Serie A). Il reste donc surtout célèbre pour sa période de sept saisons passées dans le grand piémontais de la Juventus, avec qui il remporte deux fois la Serie A.

### Sélection
Præst totalise 24 sélections et 17 buts en équipe du Danemark entre 1945 et 1949.
Il faisait partie de l'équipe danoise olympique qui a remporté la médaille de bronze aux Jeux olympiques de Londres en 1948.

## Palmarès
| Juventus - Championnat d'Italie (2) : - Champion : 1949-50 et 1951-52. - Vice-champion : 1952-53 et 1953-54. |  | Danemark olympique - Jeux olympiques : - Bronze : 1948. |